# Инцитат
Инцитат (лат. Incitatus — быстроногий, борзой) — любимый конь императора Калигулы, согласно легенде, назначенный им римским сенатором.
В переносном смысле — пример своевластия правителя; сумасшедших приказов, которые, тем не менее, приводятся в исполнение; назначения на должность человека, совсем не подходящего для неё по всем параметрам.

## Биография коня
Конь происходил из Испании и был светло-серой масти. Большинство информации о нём почерпнуто из античных исторических анекдотов, а не из солидных документов. Но несомненно, что в списке безумий Калигулы его конь стоял не на последнем месте.

### Роскошная жизнь
Светоний в «Жизни двенадцати цезарей» пишет о том, что Калигула так любил этого жеребца, что построил ему конюшню из мрамора с яслями из слоновой кости, золотой поилкой, и дал пурпурные покрывала и жемчужные украшения. Затем он отвёл ему дворец с прислугой и утварью, куда от его имени приглашал и охотно принимал гостей.
Император женил Инцитата на кобыле по имени Пенелопа. Первоначальным именем коня было «Порцеллиус» (Поросёнок), но Калигула решил, что это недостаточно красиво, да и лошадь начала выигрывать на скачках, поэтому его перекрестили в Быстроногого.
Выступал в гонках за партию «зелёных» (за которую болел император). Накануне скачек рядом со стойлом Инцитата было запрещено шуметь под страхом смерти, и по этому поводу случались казни.

### Политическая карьера
Сначала Калигула сделал его гражданином Рима, затем сенатором и, наконец, занёс в списки кандидатов на пост консула. Дион Кассий уверяет, что Калигула успел бы сделать коня консулом, если бы не был убит (59. 14). Светоний подтверждает это намерение.
Кроме того, после того, как Калигула объявил себя богом, ему понадобились жрецы. Верховным жрецом для себя он являлся сам, а подчинёнными жрецами стали Клавдий, Цезония, Вителлий, Ганимед, 14 экс-консулов и, разумеется, Инцитат. За должность каждому требовалось заплатить 8 000 000 сестерциев (Калигула искал средства наполнения опустевшей казны). Чтобы конь смог собрать нужные средства, от его имени все лошади Италии были обложены ежегодной данью, в случае неуплаты они отправлялись на живодёрню.
Наконец, он объявил своего коня «воплощением всех богов» и приказал его почитать. К обычной форме государственной присяги добавилось «ради благополучия и удачи Инцитата».
После убийства императора в защиту Инцитата было сказано, что он, в отличие от прочих сенаторов, никого не убил и не дал императору ни одного дурного совета. Сенаторы также столкнулись с проблемой: по римским законам до окончания срока полномочий никого из сената, даже коня, выгнать было нельзя. Тогда император Клавдий нашёл выход: Инцитату урезали жалованье, и он был выведен из состава сената как непроходящий по финансовому цензу.
Следует отметить, что слухи о назначении Инцитата сенатором, а затем и консулом не имеют под собой должных исторических оснований и вызывают сомнения у историков и фактчекеров. Среди основных доводов противников подобного исторического факта называются следующие:
- Основные источники утверждения, Дион Кассий и Светоний, жили значительно позже императора Калигулы. И, соответственно, их сообщения основывались на слухах и легендах;
- Поскольку смещение Калигулы носило насильственный характер, государственная пропаганда его преемников активно работала над очернением образа убитого правителя, всячески изображая его поступки бесстыдными и глупыми[3];
- Даже античные авторы говорят лишь о желании или намерении Калигулы сделать Инцитата сенатором и консулом[4][5]. Но не о свершившемся факте. Так, Светоний писал

«не только дал пурпурные покрывала и жемчужные ожерелья, но даже отвёл ему дворец с прислугой и утварью, куда от его имени приглашал и охотно принимал гостей; говорят, он даже собирался сделать его консулом».
- К тому же, растёт число сторонников версии, что подобная фраза была брошена императором в качестве шутки. В какой-то момент раздражённый поведением нобилитета император в сердцах бросил:

От вас никакого толку, я коня своего назначу консулом — и то хуже не будет!
Всё это позволяет отнести историю о коне-сенаторе к историческим мифам.

### Оценка
Некоторые современные историки ставят под вопрос негативность портрета Калигулы. В частности, Энтони Баррет в «Caligula: The Corruption of Power» (Yale, 1990) утверждает, что Калигула использовал коня как средство разозлить и высмеять сенат, а не потому, что был сумасшедшим. Они предположили, что римские историки позднего периода, которые донесли нам эти истории, были весьма политически ориентированными и вдобавок заинтересованными в красочных, но не всегда правдивых, историях. В 2014 году ирландский историк Дэвид Вудс в специальной статье проанализировал этот сюжет и пришёл к выводу, что он был вырван из контекста и происходил из шутки императора, которая была построена на типичной для римской культуры игре слов и могла относиться к двум людям из-за ассоциаций словосочетания «конь Инцитат» (equus Incitatus, буквально «быстрый конь») с их именами. Адресатом колкости мог стать будущий император Клавдий, чьё имя образовано от прилагательного claudus (хромой, увечный) или консул-суффект 38 года Азиний Целер, чьё имя происходит от слова asinus (осёл), а вместе с когноменом Celer (быстрый) образует «быстрый осёл».

## Конь Калигулы в русской поэзии
Гавриил Державин в оде «Вельможа» привёл Инцитата в качестве примера того, что высокий чин не делает человека достойным:

Калигула! Твой конь в сенате
Не мог сиять, сияя в злате:
Сияют добрые дела.
Сто с лишним лет спустя поэт Алексей Жемчужников, известный также как один из создателей Козьмы Пруткова, полемически откликнулся на эти строки Державина:

Так поиграл в слова Державин,
Негодованием объят.
А мне сдаётся (виноват!),
Что тем Калигула и славен,
Что вздумал лошадь, говорят,
Послать присутствовать в сенат.
Я помню: в юности пленяла
Его ирония меня;
И мысль моя живописала
В стенах священных трибунала,
Среди сановников, коня.
Что ж, разве там он был некстати?
По мне — в парадном чепраке
Зачем не быть коню в сенате,
Когда сидеть бы людям знати
Уместней в конном деннике?
Что ж, разве звук весёлый ржанья
Был для империи вредней
И раболепного молчанья,
И лестью дышащих речей?
Что ж, разве конь красивой мордой
Не затмевал ничтожных лиц
И не срамил осанкой гордой
Людей, привыкших падать ниц?..
Я и теперь того же мненья,
Что вряд ли где встречалось нам
Такое к трусам и к рабам
Великолепное презренье.
В истории русской литературы известен эпизод, именуемый «дуэль эпиграмм». Этот эпизод связан с назначением знаменитого юриста А. Ф. Кони сенатором (1891). Журналист В. П. Буренин сочинил по этому поводу следующую эпиграмму:

В Сенат коня Калигула привёл,

Стоит он убранный и в бархате, и в злате.

Но я скажу, у нас такой же произвол:

В газетах я прочел, что Кони есть в Сенате.
Ответ Кони :

Я не люблю таких ироний,

Как люди непомерно злы!

Ведь то прогресс, что нынче Кони,

Где раньше были лишь ослы!
Владимир Высоцкий

Мы древние, испытанные кони.
Победоносцы ездили на нас,
И не один великий богомаз
Нам золотил копыта на иконе.
И рыцарь-пёс и рыцарь благородный
Хребты нам гнули тяжестию лат.
Один из наших, самый сумасбродный,
Однажды ввёз Калигулу в сенат.
Василий Комаровский использовал имя Incitatus как один из псевдонимов.